# Alexander Erskein

Alexander Erskein, abgebildet von Anselm van Hulle.

Alexander Erskein, auch: Esken, Ersken, Erskine, von Erskein (* 31. Oktober 1598 in Greifswald; † 24. Juli 1656 in Zamość), war ein deutscher Jurist, schwedischer Diplomat, Hofgerichtspräsident in Greifswald und Präsident der Herzogtümer Bremen und Verden.

## Biografie
Erskein entstammte einer Nebenlinie des schottischen Clan Erskine (siehe Stammliste). Sein Vater Walter Erskein (1569–1643) war nach Pommern ausgewandert und lebte als vermögender Kaufmann in Greifswald. Alexander Erskein studierte Rechtswissenschaften an den Universitäten Greifswald (1612), Wittenberg (1617), Leipzig und Jena. Nach einer ausgedehnten Studienreise nach England und in die Niederlande studierte er ab 1623 an der Universität Rostock.
Für kurze Zeit stand er in Diensten der dänischen Königinwitwe Sophie in Nykøbing Falster, bevor er im Juli 1628 in schwedische Dienste trat. Er war zunächst als Agent in Stralsund tätig und von 1632 bis 1634 als Resident in Erfurt. 1634 wurde er Geheimer Kriegsrat der schwedischen Militärverwaltung unter Johan Banér. Von Sommer 1636 bis Juli 1638 war er nicht im Dienst. Bereits im April 1638 wurde er zum schwedischen Hofrat ernannt. Im selben Jahr wurde er Kriegs- und Assistenzrat für Vorpommern unter dem Gouverneur Axel Lillie, ab 25. August 1640 für ganz Pommern. Zusammen mit Johan Hallen richtete er 1642 in Greifswald das königliche Hofgericht für Schwedisch-Pommern ein. 1643 wurde er zu dessen Präsidenten und damit auch der schwedischen Regierung in Pommern ernannt. 1644 wurde er als der Fürsichtige Mitglied in der Fruchtbringenden Gesellschaft, der größten literarischen Gruppe des Barocks. 
Am 27. Mai 1648 wurde er Kriegspräsident der schwedischen Hauptarmee unter dem Pfalzgrafen Karl Gustav. Im Sommer 1648 war er am Prager Kunstraub unter Hans Christoph von Königsmarck für Königin Christina von Schweden beteiligt. Die von ihm im „Teutschen Lande“ geraubten Akten und Bücher wertete er aus, um für die schwedische Krone nützliche Kenntnisse über Staatsgeheimnisse zu erlangen, und bewahrte sie dann in seinem neu erbauten Lustschloß Erskeinschwinge bei Stade auf. In einem Brief an den Friedensprediger Schupp schrieb er dazu: „Der Raub, den ich im Teutschen Lande gethan habe, der ist ein Brieff-Raub. Wann wir mit der Armee an einen Ort, sonderlich in ein Closter oder Jesuiter-Collegium kamen, habe ich alsobald geeilet nach dem Archiv zu und habe alle Briefe eingepacket. Wann ich dann Zeit gehabt, habe ich sie durchgelesen, dadurch bin ich hinter so viel Arcana, hinter so viel Stücklein kommen, daß ihr es nicht wohl glauben könnet.“
Für Schweden trat er bei vielen diplomatischen Missionen auf und führte im Dreißigjährigen Krieg verschiedene Friedensverhandlungen, so 1646 in Osnabrück und Münster. Vom Frühjahr 1649 bis zum Juni 1650 war er Delegat beim Nürnberger Exekutionstag. Danach reiste er nach Schweden, wo ihn die Königin Christina zum Freiherren erheben wollte, was er jedoch ablehnte.
Am 9. November 1652 wurde er Erbkämmerer (Finanzverwalter) und am 22. September 1653 Präsident der Herzogtümer Bremen und Verden. Als Präsident war er der Leiter der Verwaltung vom gemeinsam verwalteten Herzogtum Bremen und Herzogtum Verden. In Bremen hatte Erskein seine Residenz in der Domdekanei an der Domsheide, die als Eschenhof nach ihm benannt worden ist. Er vertrat gegen die Freie Hansestadt Bremen die Interessen von Schweden im Ersten Bremisch-Schwedischen Krieg von 1654, bei dem Schweden nicht die 1646 durch das Linzer Diplom verliehene Reichsunmittelbarkeit von Bremen anerkannte. 1652 wurde er in den schwedischen Adel aufgenommen und schließlich 1655 doch in den Freiherrenstand erhoben. 
Im Schwedisch-Polnischen Krieg zog er 1655 als Kriegspräsident (ziviler Leiter im Kriegsgebiet) mit der schwedischen Armee nach Polen. Kurz vor der Schlacht bei Warschau geriet er 1656 in polnische Gefangenschaft und starb nach einem achttägigen Fieber in Zamość. Seine Leiche wurde nach Bremen überführt und am 6. Mai 1658 im Bremer Dom bestattet. Die Gruft bestand bis 1822. Die sterblichen Überreste wurden im Klosterbereich des Doms begraben.

## Familie
Nach einer kinderlosen Ehe mit Euphrosina Sibrand (1608–1647) heiratete er 1648 Lucia Christina von Wartensleben (1626–1675), die Tochter des fürstlichen Rats und Hofmeisters Hermann Simon von Wartensleben. Mit ihr hatte er zwei Söhne und vier Töchter:
- Alexander Erskein († 1687 auf Morea), schwedischer Oberstleutnant, ging 1686 in venezianische Dienste;
- Carl Gustaf Erskein († 1690), schwedischer Oberstleutnant, fiel in französischen Diensten bei Fleurus;
- Anna Elisabet Erskein (1650–1690) ⚭ Hartwig Christoffer von Bülow, Landrat in Bremen;
- Anna Dorothea Erskein (1651–1667);
- Charlotte Beata Franzina Erskein (1653–1673);
- Kristina Erskein ⚭ Didrik Schultze, Landrat in Bremen.

Seine Witwe heiratete spätestens 1660 in zweiter Ehe den mecklenburgischen Landrat Adolf Friedrich von Maltzahn (1622–1697).